# Talbot Glacier
Talbot Glacier är en glaciär i Antarktis. Den ligger i Västantarktis. Argentina, Chile och Storbritannien gör anspråk på området. Talbot Glacier ligger 688 meter över havet.
Terrängen runt Talbot Glacier är bergig åt nordost, men åt sydväst är den kuperad. Terrängen runt Talbot Glacier sluttar norrut. Trakten är obefolkad. Det finns inga samhällen i närheten.